# 1948 en Colombie-Britannique
Chronologie de la Colombie-Britannique
- 1944
- 1945
- 1946
- 1947
- 1948
- 1949
- 1950
- 1951
- 1952

Cette page concerne des événements qui se sont produits durant l'année 1948 dans la province canadienne de Colombie-Britannique.

## Politique
- Premier ministre : Byron Ingemar Johnson.
- Chef de l'Opposition : Harold Winch du Parti social démocratique du Canada
- Lieutenant-gouverneur : Charles Arthur Banks
- Législature :

## Naissances
- 12 janvier : Gordon Campbell, Premier ministre de la Colombie-Britannique.

- 16 janvier à Victoria: Cliff Thorburn, joueur de snooker canadien.

- 8 juin à Nelson (Colombie-Britannique) : Ian Bennett, homme politique, chef de la Monnaie royale canadienne en 2006.

- 14 août : John Edzerza (décédé le 25 novembre 2011), homme politique yukonnais, canadien. Il est un ancien député qui représente la circonscription électorale de McIntyre-Takhini à l'Assemblée législative du Yukon de 2002 à 2011.

## Décès
- 28 mars : John Duncan MacLean, premier ministre de la Colombie-Britannique.